# انریکو شیرینزی
انریکو شیرینزی (انگلیسی: Enrico Schirinzi؛ زادهٔ ۱۴ نوامبر ۱۹۸۴) بازیکن فوتبال اهل ایتالیا است.
از باشگاه‌هایی که در آن بازی کرده‌است می‌توان به باشگاه فوتبال اینتر میلان، باشگاه فوتبال کروتونه، باشگاه فوتبال تون، باشگاه فوتبال لوتسرن، باشگاه فوتبال لوگانو، و باشگاه ورزشی یانگ بویز برن اشاره کرد.